# Veliki Rastovac
Veliki Rastovac est un village de la municipalité de Crnac située dans le comitat de Virovitica-Podravina en Croatie.